# Bruno Ziener
Bruno Ziener (11 de janeiro de 1870 – Berlim, 9 de fevereiro de 1941) foi um ator e cineasta alemão. Ele atuou em mais de 100 filmes entre 1913 e 1941. Também dirigiu 28 filmes mudos, incluindo Der Flug in den Tod (1921).